# Raionul Trosteaneț, Vinnița
Trosteaneț (în ucraineană Тростянецький район, transliterat: Trosteanețkîi raion) este un raion în regiunea Vinnița, Ucraina. Reședința sa este așezarea de tip urban Trosteaneț.

## Demografie
Componența lingvistică a raionului Trosteaneț
     Ucraineană (98,1%)
     Rusă (1,67%)
     Alte limbi (0,14%)
Conform recensământului din 2001, majoritatea populației raionului Trosteaneț era vorbitoare de ucraineană (98,1%), existând în minoritate și vorbitori de rusă (1,67%).